# Paróquia de Concordia
A Paróquia de Concordia é uma das 64 paróquias do estado americano da Luisiana. A sede da paróquia é Vidalia, e sua maior cidade é Vidalia. A paróquia possui uma área de 1 939 km² (dos quais 137 km² estão cobertas por água), uma população de 20 247 habitantes, e uma densidade populacional de 11 hab/km² (segundo o censo nacional de 2000). 